# Пегие канюки
Пегие канюки (лат. Leucopternis) — род хищных птиц из семейства ястребиных (Accipitridae). Распространены в Центральной и Южной Америке. Обитают в субтропических и тропических влажных равнинных лесах. Встречаются на высоте до 1000 м над уровнем моря.

## Описание
Мелкие хищные птицы длиной от 31 до 43 см и размахом крыльев от 51 до 78 см. Оперение верхней части в основном чёрного или серого цвета, а нижней — белое; восковица оранжевая.

## Классификация и этимология
Традиционно в состав рода Leucopternis включали довольно много видов. Однако, было показано, что род является полифилетическим, и было предложено переместить некоторые виды в другие роды. Большинство видов было отнесено к родам Cryptoleucopteryx, Morphnarchus, Pseudastur и Buteogallus.
Родовое название происходит от слияния др.-греч. λευκος — белый и др.-греч. πτερνις — ястреб . 
В состав рода включают три вида:
| Изображение | Научное название                         | Русское название       | Распространение                                                                                                  |
| ----------- | ---------------------------------------- | ---------------------- | --- |
|             | Leucopternis semiplumbeus Lawrence, 1861 | Чайковый пегий канюк   | Колумбия, Коста-Рика, Эквадор, Гондурас и Панама                                                                 |
|             | Leucopternis melanops (Latham, 1790)     | Чернолицый пегий канюк | Перу к северу от Амазонки, северо-восток Эквадора, Венесуэла, юг Колумбии, Бразилия к северу от Амазонки, Гайана |
|             | Leucopternis kuhli Bonaparte, 1850       | Белобровый пегий канюк | юг бассейна Амазонки на востоке Перу, Боливия и север Бразилии                                                   |